# 郡津
郡津（こうづ、こおづ）は、大阪府交野市の地名。1丁目から5丁目まである。郵便番号は576-0053。

## 地理
交野市の北部に位置する。北から東にかけて枚方市・幾野、南に私部、西に京阪交野線を挟んで梅が枝・松塚と隣接している。

### 河川
- がらと川[6][8]
- 免除川[9]

## 歴史
室町時代、河内国交野郡の郷として郡戸郷があった。
長禄2年（1458年）9月、『経覚私要抄』に「コウツト云里ヲハ悉被焼払了」とあり、郡津が焼き払われている。石清水八幡宮の神人が下知に従わず新関を設けるなどしたため、幕府の命で神人の地が焼き払われており、郡津も同様に焼かれたとみられる。
天正11年（1583年）8月の豊臣秀吉判物には「河州交野郡郡戸村五百三十三石六斗」と記されており、片桐貞隆が郡津などに知行を与えられていることが分かる。
江戸時代の村名は郡津村といった。なお、村名の表記について、文化元年（1804年）に大坂町奉行の命で「郡津」に改めるまでは郡門村と書いたともされる。
郡津村は、寛永年間（1624–1644年）以降、大和小泉藩片桐氏と山城淀藩永井氏の相給で、正保年間（1644–1648年）の村高783石のうち、550石が小泉藩領で、233石が淀藩領だった。小泉藩領は延宝2年（1674年）より旗本下条氏領（下条氏は寛保3年〈1743年〉に片桐に改姓）となっており、淀藩領は万治元年（1658年）に旗本永井氏領、貞享4年（1687年）に幕府領、元禄7年（1694年）に相模小田原藩の大久保氏領となっている。
郡津の集落を南北に東高野街道が通り、貝原益軒の『南遊紀行』に「香津の茶屋」と出てくる。また、『五畿内志』には「郡門」という表記が見られる。
1881年（明治14年）、郡津村は大阪府の所属となり、1889年（明治22年）、交野村の大字郡津となった。

### 地名の由来
古代交野郡の郡衙の門前の村だったことに由来するという。当初は「郡門村」と書いて「こうど村」と読んだとされ、その後「こうづ」に変化した後、表記も「郡津」に改められたとされる。

### 沿革
- 1889年（明治22年） - 交野村の大字となる[13]。
- 1939年（昭和14年） - 交野町の大字になる[13]。
- 1968年（昭和43年） - 一部が梅が枝・松塚となる[14]。
- 1974年（昭和49年） - 一部が幾野1–6丁目となる[15]。
- 1976年（昭和51年） - 住居表示が実施され[16]、郡津1–5丁目が成立[6]。郡津2丁目は倉治、郡津4丁目は私部だった場所を含む[17]。
- 1977年（昭和52年） - 一部が松塚に編入される[18]。
- 1979年（昭和54年） - 一部が梅が枝に編入される[19]。

## 世帯数と人口
2024年（令和6年）3月31日現在の世帯数と人口は以下の通りである。
| 丁目      | 世帯数    | 人口    |
| --------- | --------- | ------- |
| 郡津1丁目 | 897世帯   | 2,025人 |
| 郡津2丁目 | 540世帯   | 1,299人 |
| 郡津3丁目 | 504世帯   | 1,109人 |
| 郡津4丁目 | 375世帯   | 919人   |
| 郡津5丁目 | 594世帯   | 1,269人 |
| 計        | 2,892世帯 | 6,621人 |

## 学区
市立の小・中学校に通う場合、学区は以下の通りとなる。
| 町丁        | 番・番地等 | 小学校             | 中学校             |
| ----------- | ---------- | ------------------ | ------------------ |
| 郡津1-5丁目 | 全域       | 交野市立郡津小学校 | 交野市立第二中学校 |

郡津1丁目1–3番、37–43番は、2025年（令和7年）4月より郡津小学校区となった。

## 施設
- 交野市立交野みらい小学校（1丁目）[21] - 旧長宝寺小学校敷地[22]。
- 交野市立郡津小学校（4丁目）[23]
- 学校法人寺西学園 交野幼稚園（5丁目）[24]
- 交野女子学院（2丁目）[25]
- 郡津神社（1丁目）[26]
- 明遍寺（1丁目）[27]
- 極楽寺（5丁目）[28]

## 交通

### 鉄道
- 京阪交野線 - 郡津駅（5丁目）[29]

### バス
- おりひめバス - 2024年9月より実証運行中[30]。

### 道路
- 大阪府道18号枚方交野寝屋川線[7]